# Isidoro Ruiz Moreno
Isidoro Ruiz Moreno y Castellanos (13 de septiembre de 1905-10 de mayo de 1986) fue un abogado que se especializó en Derecho Internacional.
Siguiendo la carrera de su padre, Isidoro Ruiz Moreno y Urquiza, y de su abuelo paterno, Martín Ruiz Moreno, estudió en la Facultad de Derecho de la Universidad de Buenos Aires donde se recibió de abogado en 1929, con medalla de oro y premio Alberto Tedín Uriburu y se doctoró en 1934 con una tesis sobre Derecho público aeronáutico.

## Actividad docente
En 1937 fue designado en la Facultad de Derecho de la Universidad de Buenos Aires profesor adjunto de Derecho Internacional Público en la cátedra de la que era titular su padre. En 1952 fue dejado cesante por “no haber adherido a la doctrina nacional justicialista, no haber aceptado la reforma constitucional de 1949, no haber concurrido a homenajes a la memoria de Eva Perón y no haber contestado a una encuesta que se había realizado por las autoridades sobre el movimiento nacional justicialista”. Fue reincorporado en 1956 luego del derrocamiento del gobierno de Juan Domingo Perón y continuó hasta su jubilación en 1970.
Entre sus obras se cuentan  El derecho internacional público ante la Corte Suprema y El pensamiento internacional de Alberdi, que recibió en 1948 el premio de la Academia Nacional de Derecho y Ciencias Sociales de Buenos Aires a la mejor obra del bienio 1945-46, Historia de las relaciones exteriores argentinas y Estudios sobre la historia diplomática 
Argentina.

## Labor en cargos públicos y en instituciones
Fue nombrado miembro titular de la Academia Nacional de Derecho y Ciencias Sociales de Buenos Aires en 1960 y elegido Vicepresidente y 
luego Presidente para el período 1980-83.
También fue miembro titular de las  Academias Nacionales de Ciencias de Buenos Aires y de Ciencias Morales y Políticas y asimismo fue Presidente del Colegio de Abogados de la Ciudad de Buenos Aires.
En 1956 se lo designó en el Ministerio de Relaciones exteriores como Consejero Político-Legal, con rango de embajador.
Recibió condecoraciones de los gobiernos del Perú y de Panamá, en 1977 recibió el “Laurel del Plata” del Rotary Club de Buenos Aires y en 1983 el premio de la “Fundación Alejandro E. Shaw”.
Ruiz Moreno falleció el 10 de mayo de 1986.